# Ciborievelum

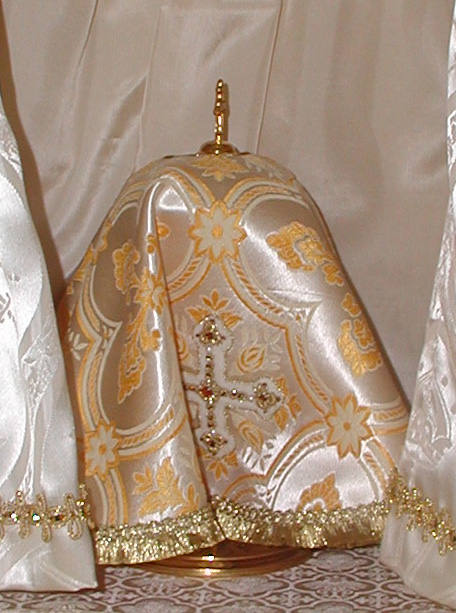
Ciborie in het tabernakel van de Kluiskerk in Warfhuizen. Omdat het Allerheiligste erin aanwezig is, is hij afgedekt met een ciborievelum

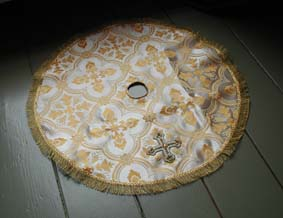
Ciborievelum

Het ciborievelum is in de rooms-katholieke liturgie een ronde doek die over de ciborie hangt als daar geconsacreerde hosties in zitten. Het is een teken van eerbied en bovendien een middel om cibories met het Allerheiligste te onderscheiden van cibories met ongeconsacreerde hosties. In het midden van het ciborievelum zit een gat, omdat op de deksels van de meeste cibories een rechtopstaand kruisje staat. Ook op het velum zelf is dikwijls een kruisje geborduurd, dat aan de voorkant hoort te hangen als de ciborie in het tabernakel wordt geplaatst.